# Soyuz TM-6
Soyuz TM-6 foi a sexta missão do programa Soyuz à estação orbital soviética Mir, realizada entre agosto e dezembro de 1988. A nave levou até a Mir o cosmonauta afegão Abdul Ahad Mohmand, integrante do programa político-espacial soviético Intercosmos.

## Tripulação
Lançados
| Posição                | Cosmonautas        | Duração          | Pousou na  |
| ---------------------- | ------------------ | ---------------- | ---------- |
| Comandante             | Vladimir Lyakhov   | 8d 20h 26m 27s   | Soyuz TM-5 |
| Médico-pesquisador     | Valeri Polyakov    | 240d 22h 34m 47s | Soyuz TM-7 |
| Cosmonauta-pesquisador | Abdul Ahad Mohmand | 8d 20h 26m 27s   | Soyuz TM-5 |

Aterrissaram
| Posição                | Cosmonautas        | Duração          | Lançou na  |
| ---------------------- | ------------------ | ---------------- | ---------- |
| Comandante             | Vladimir Titov     | 365d 22h 38m 38s | Soyuz TM-4 |
| Engenheiro de voo      | Musa Manarov       | 365d 22h 38m 38s | Soyuz TM-4 |
| Cosmonauta-pesquisador | Jean-Loup Chrétien | 24d 18h 07m 06s  | Soyuz TM-7 |

## Parâmetros da Missão
- Massa: 7 070 kg
- Perigeu: 195 km
- Apogeu: 228 km
- Inclinação: 51.6°
- Período: 88.7 minutos

## Pontos altos da missão
O Dr. Valeri Polyakov permaneceu na Mir com os cosmonautas Musa Manarov e Vladimir Titov,  quando Mohmand e Lyakhov voltaram à Terra na Soyuz TM-5. Este grupo tinha uma constituição única, com um comandante (Vladimir Lyakhov) que tinha sido treinado para voar com uma Soyuz-TM sozinho no caso de uma nave de resgate precisar ser enviada para recuperar dois cosmonautas da Mir, nenhum engenheiro de vôo, e dois cosmonautas-pesquisadores sem experiência.
Um era o Dr. Valeri Polyakov, que iria permanecer a bordo da Mir com Titov e Manarov para monitorar suas saúdes durante os meses finais de suas estada com duração em torno de um ano. O outro era o cosmonauta do Intercosmos Abdul Ahad Mohmand, do Afeganistão. O programa de experimentos de Mohmand era em sua maioria uma série de observações do Afeganistão, chamada Shamshad. Durante o retorno à Terra, a Soyuz TM-5, trazendo Mohmand, sofreu um problema combinado de sensores e software, o que atrasou sua reentrada em 24 horas.